# Искеево-Яндуши
Иске́ево-Янду́ши (чув. Янтуш) — деревня в Цивильском районе Чувашской Республики. Входит в состав Опытного сельского поселения.

## География
Находится в северной части Чувашии на расстоянии приблизительно 7 км на юг-юго-восток по прямой от районного центра города Цивильск.

## История
Известна с 1719 года, когда здесь было 43 двора, 120 мужчин. В 1747 году было учтено 183 мужчины, в 1795 — 30 дворов, 188 жителей, в 1859 — 44 двора, 280 жителей, 1897 −550 жителей, 1926—151 двор, 775 жителей, 1939—177 дворов, 803 жителя, в 1979—647 жителей. В 2002 году 147 дворов, 2010—136 домохозяйств. В период коллективизации был образован колхоз «Молодая сила», в 2010 году действовал ФГУП «Колос».

## Население
Постоянное население составляло 322 человека (чуваши 97 %) в 2002 году, 343 в 2010.